# Clarence Gatemouth Brown

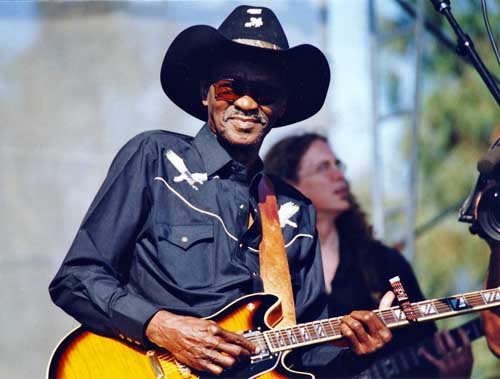
Clarence Brown auf dem Long Beach Blues Festival 1996

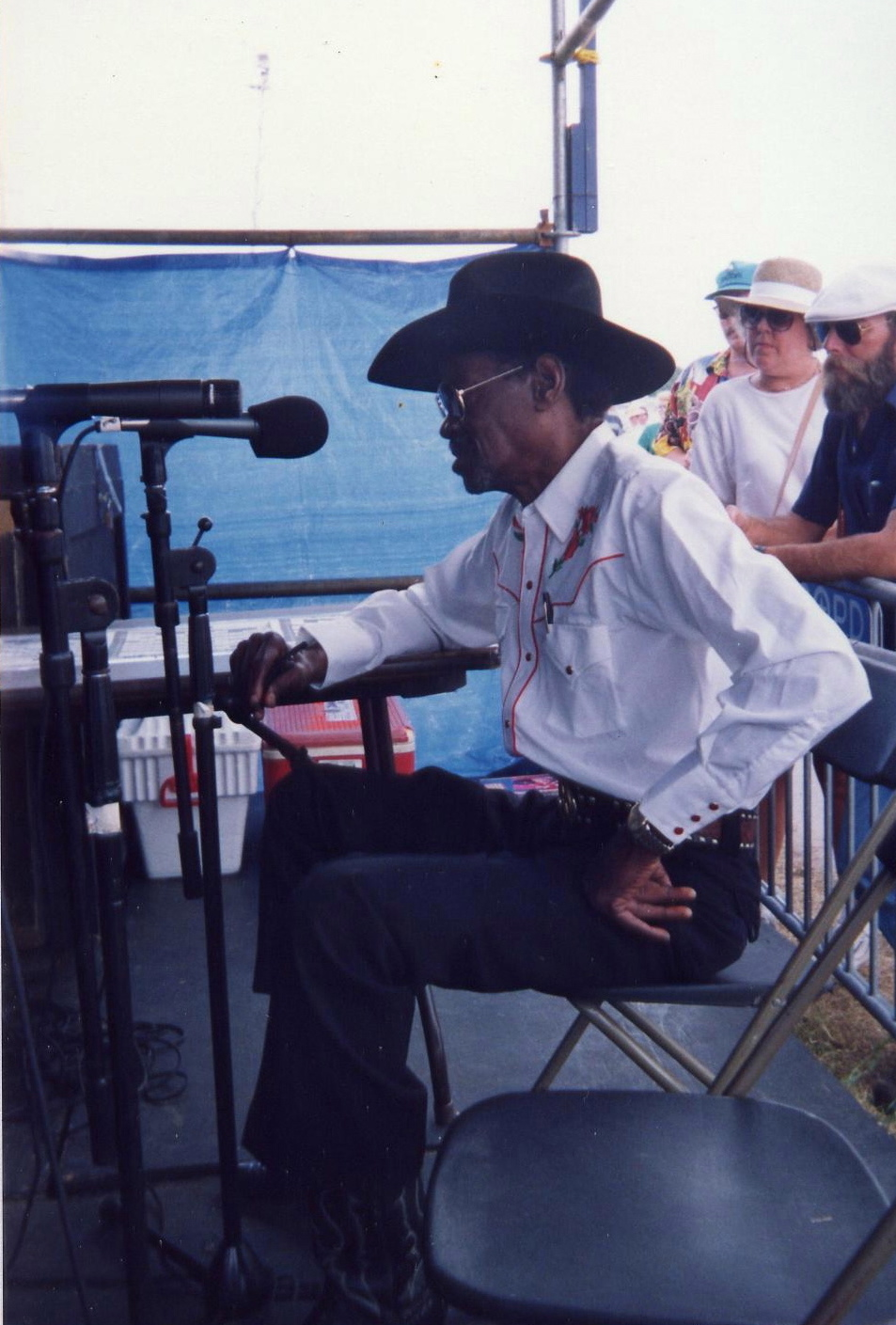
Gatemouth Brown auf dem New Orleans Jazz & Heritage Festival 1992

Clarence „Gatemouth“ Brown (* 18. April 1924 in Vinton, Calcasieu Parish, Louisiana; † 10. September 2005 in Orange, Texas) war ein US-amerikanischer Blues-Gitarrist, der jedoch auch andere Instrumente und Musikstile beherrschte.

## Stil
Neben der Gitarre spielte er auch Violine, Mundharmonika, Piano, Mandoline, Viola und Schlagzeug. Neben dem Blues war er auch im Jazz, Bluegrass, Zydeco, Cajun und Calypso zu Hause. Gatemouth Brown bezeichnete seine Musik selbst als „American music, Texas style“. Er beeinflusste so unterschiedliche Musiker wie Albert Collins, Frank Zappa, Lonnie Brooks, Eric Clapton und Joe Louis Walker.

## Karriere

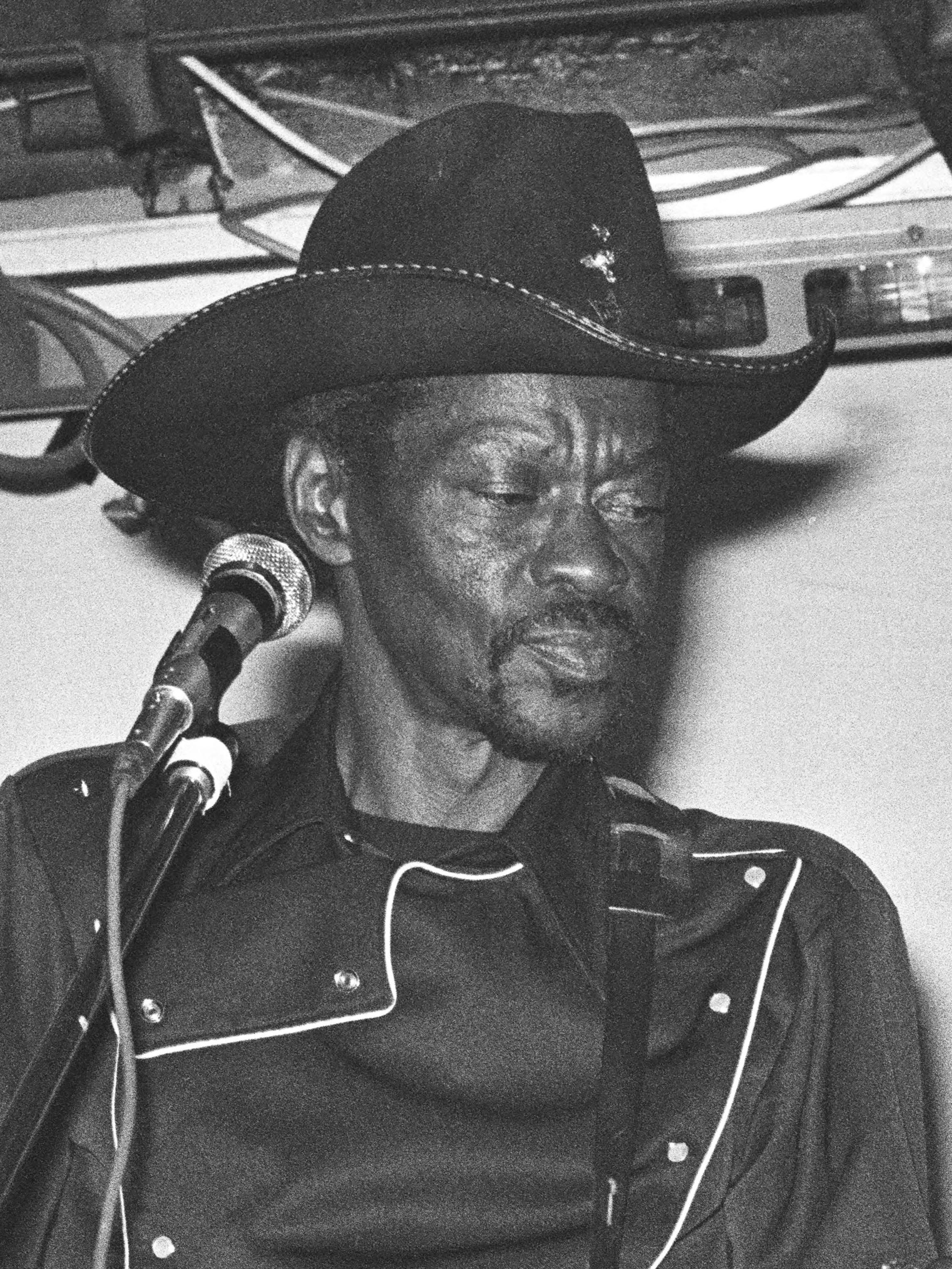
Clarence Brown, 1981

Brown begann seine musikalische Karriere während des Zweiten Weltkriegs als Schlagzeuger. Als Gitarrist wurde er 1947 beachtet, als er kurzfristig in einem Club in Houston für T-Bone Walker einsprang. Daraus ergaben sich Tourneen im Süden und Südwesten der Staaten und ein Plattenvertrag mit Peacock Records. Zu den Hits aus dieser Anfangszeit zählen u. a. Gatemouth Boogie, Okie Dokie Stomp, Boogie Rambler und Dirty Works At The Crossroad.
1960 nahm Brown in Nashville an einer Fernsehshow teil. Bei dieser Gelegenheit machte er eine Reihe von Country-Aufnahmen. Ende der 1960er Jahre zog er sich jedoch aus dem Musikgeschäft zurück, zog nach New Mexico und arbeitete als Deputy Sheriff.
Im Rahmen des Blues- und Folk-Revivals in den 1970er Jahren wurde auch Brown als Blues-Musiker wiederentdeckt. Zwölfmal ging er in Europa auf Tour und nahm neun Alben auf. Im Auftrag des US-Außenministeriums war er als Botschafter der amerikanischen Musik auf Tour, u. a. in Ostafrika.
1975 nahm er mit Canned Heat, mit denen er bereits beim Montreux Jazz Festival 1973 aufgetreten war, das Album Gate’s on the Heat auf.
In den 1980er Jahren wurde Brown auch in den Staaten wieder populärer. Er hatte im Schnitt 250 bis 300 Auftritte pro Jahr. 1983 wurde er mit einem Grammy für das Album Alright Again! ausgezeichnet und war für fünf weitere nominiert. Zudem erhielt er acht Handy Awards.
1999 wurde Clarence Gatemouth Brown in die Blues Hall of Fame aufgenommen. Im September 2004 wurde bei Brown Lungenkrebs diagnostiziert. Brown, der zuletzt in New Orleans gelebt hatte, verließ die Stadt im September 2005 vor dem nahenden Hurrikan Katrina. Wenig später verstarb der herzkranke Musiker in seinem texanischen Heimatort Orange.

## Werke

### Solo-Alben
| - 1972 The Blues Ain’t Nothin'; Black & Blue - 1973 Sings Louis Jordan; Black & Blue - 1975 Black Jack; Sugar Hill Records - 1975 Down South in the Bayou County; Barclay - 1975 Gate’s on the Heat; Barclay - 1976 Bogalusa Boogie Man; Sunnyside - 1977 Cold Strange; Black & Blue - 1981 Alright Again!; Rounder - 1982 One More Mile; Rounder - 1985 More Stuff; Black & Blue | - 1985 Pressure Cooker; Alligator - 1987 Real Life (Live); Rounder - 1988 Texas Swing; Rounder - 1989 Standing My Ground; Alligator - 1990 Original Peacock Recordings; Rounder reissue - 1992 No Looking Back; Alligator - 1993 Just Got Lucky; Evidence - 1994 Live 1980; Charly Records - 1995 Man; Verve - 1995 San Antonio Ballbuster; Drive | - 1996 A Long Way Home; Polygram - 1997 Gate Swings; Verve - 1999 American Music, Texas Style; Verve - 1999 Okie Dokie Stomp; Black & Blue - 2000 Guitar in My Hand; Catfish - 2001 Back to Bogalusa; Blue Thumb Records - 2002 1947–1951; Classics Jazz (Frankreich) - 2002 His First Recordings: 1947–1951; EPM (Frankreich) - 2003 Hot Club Drive; P-Vine Records - 2004 Timeless; Hightone | - 2004 Essential Recordings: Flippin’ Out; Rounder - 2004 Just Got Lucky; Snapper - 2005 1952–1954; Classics Jazz (Frankreich) - 2006 Dirty Work at the Crossroads 1947–1953; Acrobat - 2007 Rock My Blues Away; Music Avenue - 2010 Best of Rounder: Flippin Out; Decca (Universal) - 2010 Jazz Fest 2004 & 2005; Munck Mix - 2016 Anthology - House of the Blues, Vol. 3; Blue Star - Texas Guitarman; Ace - The Guitar According to Gatemouth; Homespun Tapes |

### DVD
- 1984  In New Orleans
- 1996  Live From Austin TX
- 2003  In Concert
- 2004  Blues Of Clarence “Gatemouth” Brown

### Für andere
| - 1971: Bad luck blues von Cousin Joe (Black & blue) mit Jimmy Dawkins - 1977: Rock ’N Roll Gumbo von Professor Longhair - 1979: Makin’ Music (MCA) von Roy Clark mit Steve Ripley - 1991: Arkansas Traveler von Michelle Shocked - 1993 Fess: The Professor Longhair Anthology von Professor Longhair | - 1994: Talking Timbuktu von Ali Farka Touré (World Circuit) mit Ry Cooder und Jim Keltner - 1997: R+B = Ruth Brown von Ruth Brown - 2000: West Coast House Party von Kid Ramos - 2005: Best Of The Parlophone Years von Dr. John |